# ハイパーメディア
ハイパーメディア（英語: hypermedia）は、ハイパーテキストを論理的に拡張し、グラフィックス、音声、動画、テキスト、ハイパーリンクなどを絡み合わせて、一般に非線形な情報媒体を形成したものを指す。より広い概念である「マルチメディア」はハイパーメディアだけでなく、非対話的な線形の情報媒体も含んでいる。電子文学の分野とも関連する。この用語は1965年、テッド・ネルソンが使ったのが最初である。
ハイパーメディアの古典的例として World Wide Web がある。一方、映画はハイパーリンクがないため、非対話的な普通のマルチメディアの典型例である。
世界初のハイパーメディアの1つとして Aspen Movie Map がある。ビル・アトキンソンの HyperCard はハイパーメディアを大衆化した。一方、ハイパーテキストを使った文学作品がリンクの将来性を見せつけた。多くの場合、ハイパーメディアは電子文書の形式であり、メディアプレーヤー、ウェブブラウザ、スタンドアロン型アプリケーションなどを使ってアクセスする。音声ハイパーメディアとしては、音声操作機器や音声ブラウザなどが登場している。

## ハイパーメディア開発ツール
ハイパーメディアは様々な方法で開発される。プログラミングツールを使えば、内部変数やノードのデータを外部のデータファイルとリンクするプログラムを書くことができる。Adobe Flash、Adobe Director、Macromedia Authorware、MatchWare Mediator といったマルチメディア開発ソフトウェアはスタンドアロン型のハイパーメディア・アプリケーションを開発でき、特に娯楽コンテンツに向いている。Visual FoxPro や FileMaker Developer といったデータベースソフトウェアもスタンドアロン型ハイパーメディア・アプリケーションを開発でき、教育やビジネスコンテンツに向いている。
ハイパーメディアは、携帯機器やデジタルサイネージなどの組み込みデバイス上でも開発されており、W3C (World Wide Web Consortium) の Scalable Vector Graphics (SVG) 仕様を使っている。Inkscape などのアプリケーションは SVG に基づいたハイパーメディアの開発を単純化する。iPhoneなどの組み込みデバイスは SVG 仕様を元々サポートしている。
多くのビジネスソフトウェアは、限定的なスクリプト言語とハイパーリンク機能を使い、データファイルにハイパーリンクを追加できる。Microsoft Office などの文書作成ソフトウェアは、同一ファイル内や外部ファイルへのハイパーリンクを設定でき、外部ファイルサーバ上のファイルへのURLリンクを設定できる。グラフィックスやページレイアウトを強調する場合、DTPツールを使ってハイパーリンクを追加できる。例えば Microsoft PowerPoint などのプレゼンテーションソフトウェア、QuarkXPress の QuarkImmedia アドオン、PDF文書にハイパーリンクを作成できる Adobe InDesign や編集できる Adobe Acrobat がある。Hyper Publish のようにハイパーメディアやハイパーテキストの作成に特化したツールもある。Webオーサリングツールは、任意のウェブブラウザからアクセス可能なHTMLファイルを作成できる。DVD Studio Pro などのCD/DVDオーサリングツールは、インターネットに接続されたパーソナルコンピュータ上でディスクを再生したときにはウェブへのリンクを使え、DVDプレーヤーではDVDのコンテンツでのハイパーリンクを設定できる。